# Hyriidae
De Hyriidae is een familie van tweekleppigen uit de orde Unionoida.

## Geslachten
- Echyridella McMichael & Hiscock, 1958
- Hyridella Swainson, 1840
- Propehyridella Cotton & Gabriel, 1932